# Prova (diritto)
La prova in senso giuridico, e in particolare processuale, è la dimostrazione dell'esistenza di determinati fatti giuridici, anche attraverso la dimostrazione dell'esistenza di altri fatti da cui si possa arguire l'esistenza di quelli che s'intendono provare.

## Caratteristiche
L'istituto in oggetto presenta sensibili differenze da un ordinamento all'altro e fra ordinamenti nazionali differenti; per un approfondimento specifico si vedano le voci di seguito riportate.

## Nel mondo

### Stati Uniti d'America
Tra le regole di inammissibilità (exclusionary rules) vigenti negli USA in tema di prove, «il divieto posto all'hearsay evidence costituiva, e costituisce tuttora, l'aspetto forse più caratteristico della procedura di common law: tale divieto si fonda principalmente sul fatto che la testimonianza di seconda mano non può essere messa alla prova mediante cross examination (interrogatorio del testimone da parte avversa), contraddicendo il principio per cui tutte le prove dovrebbero essere controllabili». Oltre alle testimonianze «per sentito dire», è ivi esclusa ogni testimonianza che possa dare inizio a un'azione penale contro il testimone stesso: è il cosiddetto privilege against self-incrimination.

### Italia
Con l'entrata in vigore del nuovo codice di procedura penale italiano nel 1989 la figura dell'investigatore è stata ammessa a comparire in processo in qualità di consulente tecnico della difesa. Infatti, uno degli aspetti più rilevanti del nuovo rito si riferisce al tema della ricerca delle prove: infatti l'art. 190 c.p.p. (diritto alla prova) stabilisce che "le prove sono ammesse a richiesta di parte" e sancisce, fra l'altro, il "principio di parità fra difesa e accusa" (P.M., e difensore), sostanziato nel diritto di entrambi i soggetti alla ricerca delle prove.